# Francisco Sedano Antolín
Francisco Sedano Antolín (Madrid, 2 de desembre de 1979), més conegut com a Paco Sedano, és un porter de futbol sala retirat, que fou primer capità i porter del FC Barcelona de Primera Divisió de la LNFS.
El gener de 2018 va renovar contracte amb el Barça Lassa per dos anys més, fins al 30 de juny de 2020, però el juny del mateix any va anunciar que es retirava.
El 27 d'octubre de 2018, la secció de futbol sala del Futbol Club Barcelona va retirar la seva samarreta, amb el número 28, en una cerimònia al Palau Blaugrana.